# Be with You.
Be with You. è un singolo della cantante sudcoreana BoA, pubblicato nel 2008.

## Tracce
CD
1. Be with You. – 5:13)
2. Precious – 5:10)
3. Be with You. (Spring Acoustic Mix) – 5:17
4. Be with You. (Instrumental) – 5:13
5. Precious (Instrumental) – 5:10